# Kolisbos
Het Kolisbos is een bosgebied dat zich bevindt ten zuiden van Sint-Huibrechts-Lille.
Oorspronkelijk was dit de Kolisheide, vernoemd naar de plaats Kolis. Later is de heide beplant met voornamelijk grove den, ten behoeve van de houtproductie. Sinds de jaren 80 van de 20e eeuw wordt getracht het bos, waarin zich nog enkele heiderestanten bevinden, een meer natuurlijk karakter te geven. Een aantal percelen zijn daartoe aangekocht door Natuurpunt. In het westelijk deel van het bos bevindt zich een zandgroeve.
Het bos wordt doorsneden door de Kolisloop (of: Dorperloop) die van zuid naar noord stroomt en in de Warmbeek uitmondt. Nabij de Kolisloop bevindt zich berken-eikenbos en hier en daar venig berkenbroekbos.
De plantengroei biedt weinig bijzonderheden, afgezien van echt duizendguldenkruid en wilde gagel. Het aantal bijzondere vlindersoorten is aanzienlijk, en hiertoe behoren: kleine ijsvogelvlinder, bruine eikenpage, bont dikkopje en groentje. Van de sprinkhanen kunnen het knopsprietje en de heidesabelsprinkhaan worden genoemd, welke op zandige paden voorkomen. Ook de levendbarende hagedis leeft in het gebied.